# ناجي بن راشد العربي
ناجي راشد حسن العربي من مواليد المحرق 1964م، هو أستاذ مساعد بجامعة البحرين - كلية الآداب - قسم اللغة العربية والدراسات الإسلامية وخطيب جامع عجلان بمنطقة عراد.

## الخبرة والدراسة الأكاديمية
• عمل موظفاً في وزارة العدل والشئون الإسلامية - المحاكم الشرعية، في الفترة ما بين 1984 إلى 1986م.
• عمل مدرساً بالمعهد الديني كأستاذ للفقه المالكي في الفترة ما بين 1993م إلى 2001م واختير كعضو للجنة تطوير المعهد الديني المُشَكَّلة من قبل وزارة التربية والتعليم. ثم انتقل للعمل في جامعة البحرين بعد حصوله على الدكتوراه في السنّة النبوية وعلومها.
• تلقى دراسته الأكاديمية في الأزهر الشريف بمصر، والجامعة الزيتونية بتونس، وجامعة محمد الخامس بالمغرب. وتخصص في الفقه والسياسة الشرعية، ثم في السنّة وعلومها.
• كما تلقى العلوم الشرعية عن نخبة من العلماء الأجلاء في البحرين، ومصر وتونس والمغرب والمملكة العربية السعودية، وأخذ عن جمع من علماء الشام وتركيا والهند واليمن وروى عنهم.

## المؤلّفات
له العديد من المؤلفات في الفقه والحديث منها ما هو مطبوع ومنها ما لم يطبع، نذكر منها:
• نصيحة الأخ المشفق.
• إقامة الدليل على ثقة مؤمل بن إسماعيل.
• مسند مؤمل بن إسماعيل المعلل.
• القول النَهِيك ببيان صحة حديث «أنت ومالك لأبيك».
• شرح منظومة القرطبي في الفقه.
• تحقيق كتاب نشر الزهر في الجهر بالذكر.
• تحقيق كتاب اغتنام الفرصة في محادثة عالم قفصة.
• التنكيت والإفادة على ما يعترضني في حال الطلب والتحصيل والاستفادة.
• التنبيهات المرضية على الأحاديث الضعيفة في كتب الشيخين ابن القيم وابن تيمية.
• تحقيق المقالة في الذكر بلفظ الجلالة.
• مجموع فتاوى.

## المشاركات العلمية والدعوية
مثّل مملكة البحرين في أكثر من محفل، وله مشاركات علمية ودعوية كثيرة على المستوى الداخلي والخارجي، من أهمها:
عضو مؤسس لرابطة علماء الشريعة بدول مجلس التعاون الخليجي.
عضو مؤسس في اللجنة العليا للقمر الصناعي الإسلامي، التي يترأسها سماحة مفتي جمهورية مصر الدكتور علي جمعة ومقرها جامعة القاهرة بمصر.
مؤسس المكتب الشرعي العلمي السني- وهو الأول من نوعه والوحيد على المستوى السني- في مملكة البحرين. ويرجو تطويره لاحقاً ليكون مركزاً للبحوث والدراسات الشرعية.
عضو مؤسس للجنة الأهلية لنصرة أهل غزة.
عضو لجنة الفتوى برابطة علماء الشريعة.
عضو جمعية الشورى الإسلامية.
عضو اللجنة الأهلية المشكلة من عدد من المشايخ والعلماء بالتعاون مع الاتحاد النسائي البحريني لمناقشة قانون أحكام الأسرة.
مستشار شرعي لدار المراجعة الشرعية (شركة استشارات مالية شرعية).
مستشار الفقه المالكي لموقع «منارة الشريعة».
نائب رئيس صندوق حالة أبي ماهر الخيري.
مأذون شرعي.
ندوة تربية الأسرة في ظل التعاليم الإسلامية التي نظمتها المنظمة الإسلامية للتربية والعلوم الثقافية (الإيسسكو) بمكة المكرمة. «ورقة بحثية»، تم نشر هذا البحث في مجلة الهداية البحرينية.
مشروع الشيخ زايد بن سلطان آل نهيان لإحياء ليالي شهر رمضان المبارك المنعقد بالإمارات العربية المتحدة لعدة سنوات متتالية.
مؤتمر علماء المسلمين لدعم ومساندة الشعب الفلسطيني الذي نظمه تجمع العلماء المسلمين في لبنان.
تخريج طلبة جامعة مركز الثقافة السنية الإسلامية وجامعة دار الأمان الإسلامية بالهند.
له العديد من المشاركات في الصحافة منها الفتاوى الفقهية والمقالات الشرعية والسياسية.
```
له أيضاً عدة مشاركات في البرامج التلفزيونية التي عرضت في قناة البحرين، وقناة أبوظبي، وقناة الإمارات، وقناة العالم، وغيرها من القنوات.
```

مرشح كلية الآداب قسم اللغة والعربية والدراسات الإسلامية - للمشاركة في أعمال مؤتمر كلية الآداب: دور التعليم العالي ومتطلبات التنمية نظرة مستقبلية (2007م).
المؤتمر العالمي المنعقد بالعاصمة الماليزية كوالمبور تحت شعار: «وضع المرأة المسلمة في المجتمعات المعاصرة حقائق وآفاق» في الفترة (14-15) أغسطس 2007م.
تنظيم: المعهد ا لعالمي لوحدة الأمة الإسلامية بالجامعة الإسلامية العالمية، المقام تحت رعاية رئيس وزراء ماليزيا السيد / عبد الله أحمد بدوي.
عضو لجنة التحكيم في الحديث الشريف في مسابقة الأسبوع الثقافي السادس الجامعات ومؤسسات التعليم العالي بدول مجلس التعاون الذي تنظمه جامعة الإمارات العربية (11 - 15) نوفمبر 2007م.
المنتدى الأول حول حقوق الم
رأة وقانون الأحوال الشخصية الذي نظمته الجمعية الثقافية النسائية بالتعاون مع منظمة فريد هاوس وصندوق الأمم المتحدة الإنمائي للمرأة. (اليونيفيم) المنعقد في الكويت، أبريل 2008م.
ممثل جمعية الشورى الإسلامية في الحملة العالمية لمقاومة العدوان، مؤتمر غزة النصر، المنعقد في تركيا - إسطنبول - الفترة (12 - 14) فبراير 2009م.

## شهادات شكر وتقدير
- شهادة شكر وتقدير للأداء ذوي النوعية العالية من سعادة وزير التربية والتعليم (1998م).
- مدرسة التفوق النموذجية - وزارة التربية والتعليم - منظقة العين التعليمية - دولة الإمارات.
- مدرسة العين للتعليم الأساسي والثانوي - وزارة التربية والتعليم - منظقة العين التعليمية - دولة الإمارات.
- شبكة جامعة عجمان للعلوم والتكنولوجيا - مقر العين - دولة الإمارات.
-مدرسة الرفاع الإعدادية للبنين - وزارة التربية والتعليم - مملكة البحرين.